# 테오도시우스 왕조 치하의 서로마 제국
 테오도시우스 왕조는 379년부터 392년까지 로마 제국 동방을 392년부터 395년까지는 제국을 단독으로 통치 했으며, 테오도시우스 1세의 사망 이후 395년부터 457년까지 동로마 제국을, 395년부터 455년까지는 서로마제국을 통치한 왕조였다.
본 문서에선 395년부터 455년까지 서로마 제국을 통치 하던 시기의 테오도시우스 왕조를 기록했다.
395년 테오도시우스 1세가 사망한 뒤 그의 아들 호노리우스가 서방의 황제로 즉위 하면서 왕조가 시작된다.
서로마 제국은 이후 발렌티니아누스 3세가 암살 당하면서 왕족이 단절된 상태로 재위 기간이 1년이 안되는 황제들이 즉위하다 476년 로물루스 아우구스투스가 폐위 되며 멸망했다.

## 제국 황제
- 호노리우스(Flavius Honorius Augustus, 395년 ~ 423년)
  - 공동 황제 콘스탄티누스 3세(Flavius Claudius Constantinus, 409년 ~ 411년)
  - 공동 황제 콘스탄스 2세(Flavius Constans, 409년 ~ 411년)
  - 공동 황제 콘스탄티우스 3세(Flavius Constantius, 421년)
- 발렌티니아누스 3세(Flavius Placidius Valentinianus, 425년 ~ 455년)

## 사진 자료

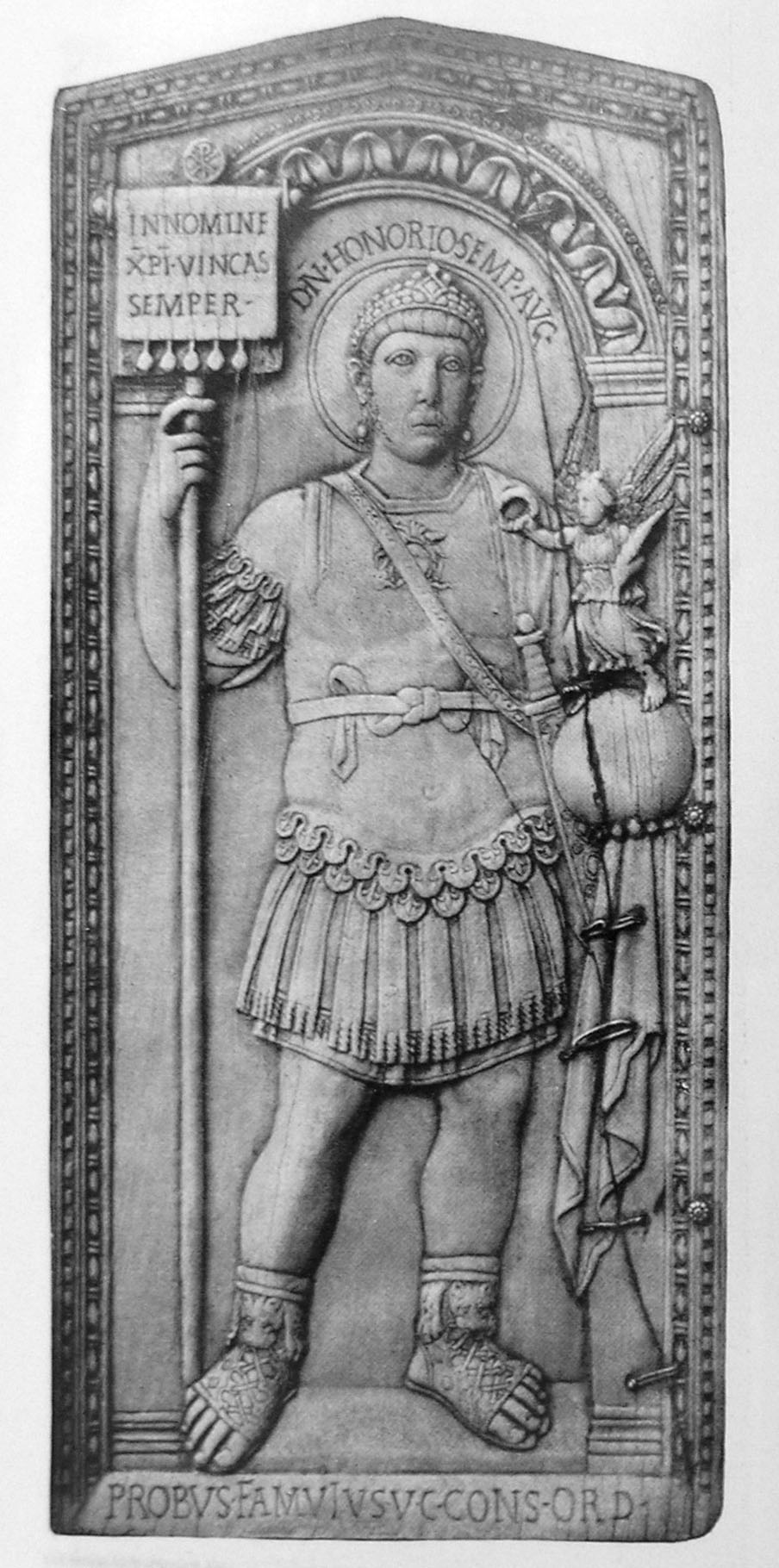
호노리우스
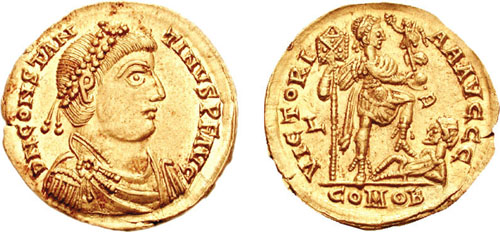
호노리우스의 공동 황제 콘스탄티누스 3세
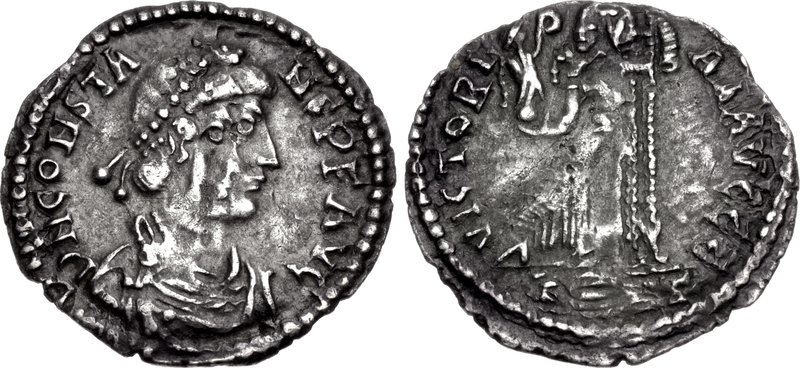
콘스탄티누스 3세의 아들이자 호노리우스의 공동 황제 콘스탄스 2세
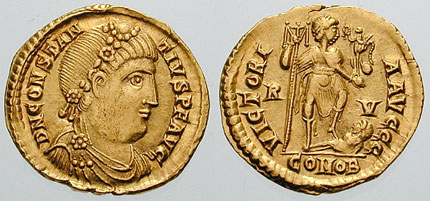
호노리우스의 공동 황제 콘스탄티우스 3세
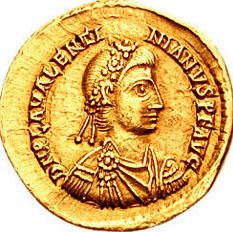
발렌티니아누스 3세

## 기타
| 전임 테오도시우스 왕조 (로마 통일) (392 - 395) | 서로마 제국의 왕조 395년 - 455년 | 후임 최후의 순간 (455 ~ 476) |